# Chris Wright (ur. 1989)
Chris Wright (ur. 4 listopada 1989 w Bowie) – amerykański koszykarz, występujący na pozycji rozgrywającego.
W 2007 wystąpił w spotkaniach gwiazd amerykańskich szkół średnich – Jordan Classic i McDonald’s All-American. Został też wybrany najlepszym zawodnikiem stanu D.C. (D.C. Gatorade Player of the Year). Zaliczono go również do II składu Parade All-American.
W 2013 reprezentował Brooklyn Nets podczas rozgrywek letniej ligi NBA w Orlando. Rok później bronił barw Denver Nuggets w Las Vegas.
22 sierpnia 2019 został zawodnikiem Polskiego Cukru Toruń.
30 lipca 2020 dołączył do tureckiego Afyon Belediyespor. 13 lipca 2021 podpisał kontrakt z włoskim Derthona Basket. 10 października 2022 zawarł umowę z meksykańskim Club de Básquetbol Dorados de Chihuahua.

## Osiągnięcia
Stan na 5 grudnia 2023, na podstawie, o ile nie zaznaczono inaczej.
NCAA
- Uczestnik turnieju NCAA (2008, 2010, 2011)
- Mistrz sezonu regularnego konferencji Big East (2008)
- MVP turnieju Charleston Classic (2011)
- Zaliczony do: 
  - I składu turnieju:
    - Big East (2010)
    - Charleston Classic (2011)

  - III składu Big East (2011)

Drużynowe
- Wicemistrz FIBA Europe Cup (2016)
- Finalista pucharu:
  - Polski (2020)[6]
  - Włoch (2022)
- Uczestniczka rozgrywek:
  - EuroChallenge (2011/2012)
  - Eurocup (2017/2018)

Indywidualne
- MVP spotkania numer 3 ćwierćfinałów Eurocup (2017/2018)
- Zaliczony do:
  - I składu FIBA Europe Cup (2016)
  - II składu EBL (2020 przez dziennikarzy)[7]
  - składu D-League honorable mention (2013)
- Uczestnik meczu gwiazd ligi D-League (2013)